# Маденієт (Бурабайський район)
Маденіє́т (каз. Мәдениет) — село у складі Бурабайського району Акмолинської області Казахстану. Входить до складу Зеленоборського сільського округу.
Населення — 490 осіб (2021; 662 у 2009, 975 у 1999, 1228 у 1989).
Національний склад станом на 1989 рік:
- казахи — 100 %.